# Янините девет братя
Янините девет братя е опера на видния български композитор Любомир Пипков, завършена през 1937 г.

## История на създаването
Идеята за написването на операта се заражда у композитора през 1928 г., когато той е 24-годишен. Макар и още студент в Париж, младият Пипков е вече автор на „Първи струнен квартет“ и редица песни, наситени с революционна дейност – „Конници“, „Тракия“ и др. По време на ваканцията си в София през тази година Пипков прочита разказа на Никола Веселинов, изграден върху народните балади „Песен за Георги Грозника“, „Яна жали девет братя“ и др, и у него се появява желание да напише опера върху този сюжет. Действително такъв сюжет дава възможност за едно многопланово изграждане на либрето за опера, в което да се разкрият живота и страданията на българския народ по време на падането му под османско владичество. Никола Веселинов обещава да напише либретото и младия композитор се завръща в Париж. Веселинов е възпрепятстван и не може веднага да се захване с либретото и затова Пипков сам се захваща с тази задача. По-късно Веселинов се заема да изпълни обещанието си с активното участие на композитора и скоро текстът е завършен. Пипков работи по операта няколко години, през които завършва École normale de musique, постъпва на работа в Софийската народна опера, като междувременно създава и няколко крупни произведения, между които Соната за цигулка и пиано, Клавирно трио, поемата за хор и оркестър „Сватба“ и др.
Партитурата на операта е завършена в началото на 1937 г. Въпреки че по онова време в България раждането на нова българска оперна творба е рядко събитие, ръководството на единствената ни опера трудно се решава да постави произведението на Пипков. Премиерата на операта се изнася на 19 октомври 1937 г., под диригентството на Асен Найденов. Режисьор е Хрисан Цанков, а художник Пенчо Георгиев. „Янините девет братя“ предизвиква противоречиви реакции – едни я посрещат възторжено, а други – студено.